# 마운트 버논 스퀘어
마운트 버논 스퀘어(영어: Mount Vernon Square)는 워싱턴 D.C.의 북서 사분면에 위치한 광장이자 인근 지역이다. 이 광장은 매사추세츠 애비뉴 NW, 뉴욕 애비뉴 NW, K가 NW, 8번가 NW가 교차하는 지점에 위치해 있다.

## 속성
마운트 버논 스퀘어는 동쪽으로는 7번가 NW, 서쪽으로는 9번가 NW, 북쪽으로는 마운트 버논 플레이스, 남쪽으로는 K가 NW의 두 블록 섹션으로 둘러싸여 있는데, 이 섹션은 K가의 나머지 부분과 약간 어긋나 있다.
광장 중앙에는 1903년 산업가 앤드루 카네기의 기부로 완공된 워싱턴 D.C. 카네기 도서관이 있다. 흰색 대리석 보자르 건축 건물은 원래 워싱턴 D.C.의 중앙 도서관이었다. 이 건물은 현재 워싱턴 D.C. 역사 협회와 애플 스토어를 수용하고 있다.

## 역사

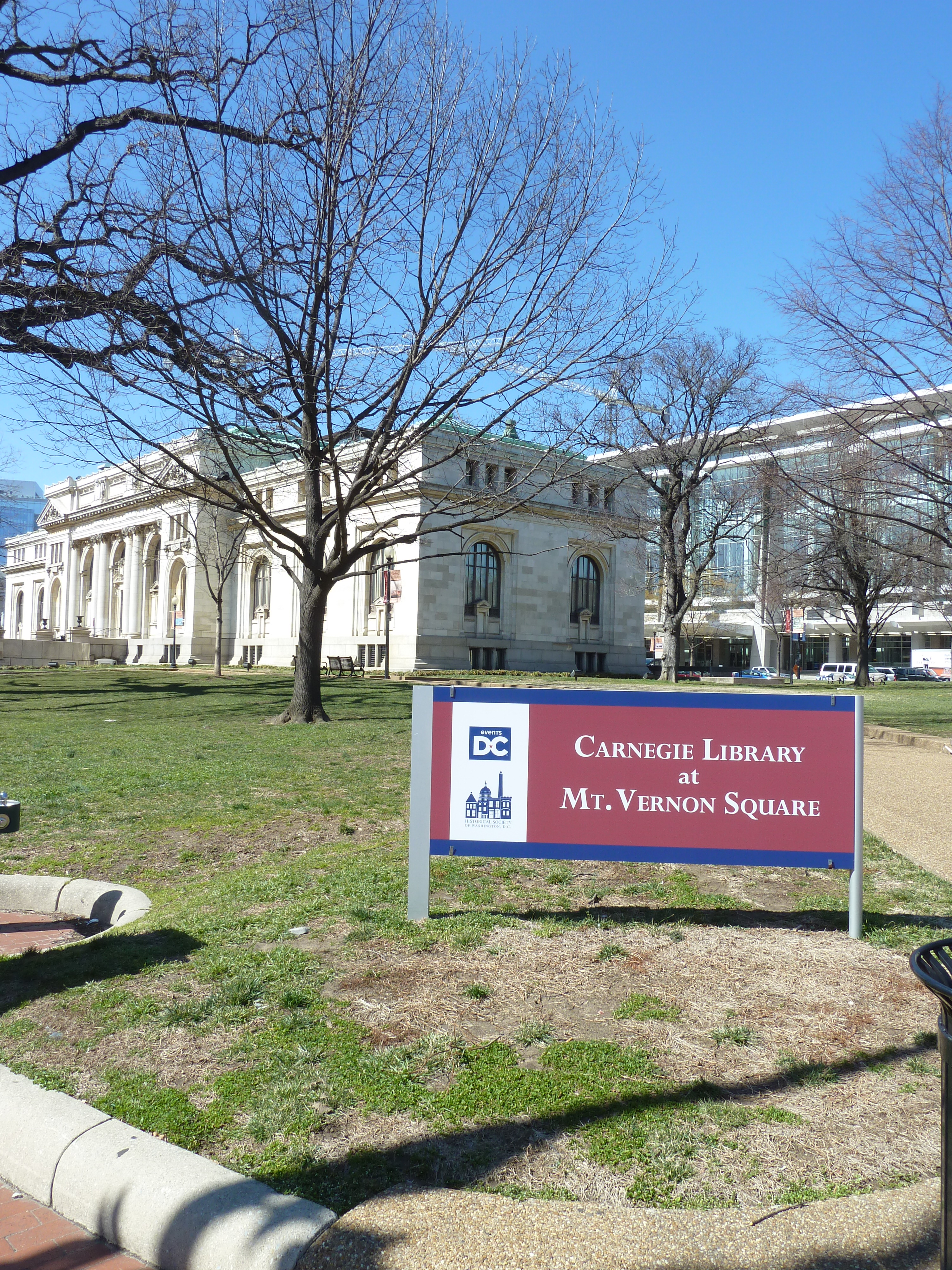
광장의 카네기 도서관

이 광장은 도시의 원래 랑팡 계획에 있었지만 1800년대 초 매사추세츠 애비뉴와 뉴욕 애비뉴의 교차로에 의해 네 개의 삼각형으로 나뉘었다. 옛 노던 리버티 마켓은 1872년까지 7번가를 따라 있었는데, 이때 알렉산더 셰퍼드 주지사가 밤에 200~300명의 남자들과 함께 급습하여 철거했다. 도로들은 "이전 상태에서는 공원을 통해 온갖 종류의 차량이 끊임없이 지나다녀 공원을 이용하는 사람들에게 불쾌하고 때로는 위험했다"고 불평하는 주민들의 요청으로 1882년에 철거되었다.
워싱턴 D.C. 카네기 도서관은 1903년에 지어졌다. 이 도서관은 1972년 마틴 루터 킹 주니어 기념 도서관이 완공될 때까지 도시의 중앙 도서관이었다. 이 도서관은 10년간 방치되었다가 컬럼비아 특별구 대학교 도서관으로 개조되었다.
19세기 후반과 20세기 초반에는 골드버그와 카우프만 같은 도시의 가구점과 보다 경제적인 백화점이 7번가 쇼핑 지구를 따라 7번가 NW에 위치해 있었는데, 이들 대부분은 현재 마운트 버논 스퀘어라고 알려진 지역에 있었다. 더 남쪽으로, 오늘날의 차이나타운 바로 아래에는 7번가 회랑이 보다 고급스러운 의류 및 백화점이 있는 F가 회랑과 만났다.
1999년에 이 도서관은 워싱턴 D.C. 역사 협회의 본부가 되었다. 워싱턴 시립 박물관은 2003년 5월 도서관에 개관했지만 2년도 채 되지 않아 폐관했다.
2008년에는 광장 남쪽 잔디밭에 1960년대 짐 폰트로이가 남부기독교지도회의의 빈곤층 캠페인을 위해 만든 조각품 "더 핸드"가 설치되었다.
워싱턴 컨벤션 및 스포츠 당국은 2011년에 도서관 건물을 인수하여 행사를 위해 임대했다. 이 건물은 2018년에 새로운 애플 스토어와 역사 협회의 전시 공간을 수용하기 위해 대대적인 보수 공사를 거쳤다.

## 인근 지역 및 주변
마운트 버논 스퀘어는 광장 북동쪽의 지역(공식 명칭은 마운트 버논 트라이앵글이지만)을 지칭하기도 하며, 북쪽으로 O가까지, 동쪽으로 뉴저지 애비뉴까지 확장된다. 20세기 초에는 빅토리아 시대 양식의 타운하우스가 이 지역을 차지하고 있었고, 7번가 쇼핑 지구는 도시의 활기찬 상업 지구였지만(더 고급스러운 F가와 함께), 대공황 이후 이 지역은 급격히 쇠퇴했다. 1968년 마틴 루터 킹 주니어 폭동 동안 광장 주변 지역은 폭동, 방화, 광범위한 기물 파손을 겪었다.
1980년대에는 그린 라인 (워싱턴 메트로) 건설로 7번가가 몇 년 동안 폐쇄되었고, 마운트 버논 스퀘어 역은 1991년에 개통되었다.

### 경계
이 지역의 경계는 다음과 같다.
- 남쪽으로는 차이나타운과 펜 쿼터로, 일반적으로 워싱턴 D.C. 다운타운의 중심부로 간주된다.
- 북쪽으로는 자료에 따라 M 또는 O가 NW, 그리고 쇼 지역
- 광장의 동쪽 경계에서 뉴저지 애비뉴까지는 마운트 버논 트라이앵글 지역으로, 종종 마운트 버논 스퀘어 지역과 함께 언급된다.
- 서쪽으로는 토마스 서클 또는 10번가 NW, 그리고 로건 서클 지역

### 옛 컨벤션 센터와 새 컨벤션 센터
1977년에 시는 수용권을 사용하여 마운트 버논 스퀘어 남서쪽의 여러 블록을 매입했다. 다음 몇 년 동안 이 블록의 주택과 상점은 철거되었다. 옛 워싱턴 컨벤션 센터는 뉴욕 애비뉴 NW, 9번가 NW, H가 NW, 11번가 NW로 둘러싸인 블록에 건설되었다. 센터 건설은 1980년에 시작되어 1982년 12월 10일에 개장했다. 800,000 제곱피트 (74,000 m2)의 면적으로 당시 미국에서 네 번째로 큰 시설이었다. 그러나 1980년대와 1990년대에 걸쳐 전국적으로 수많은 더 크고 현대적인 시설들이 건설되었고, 1997년에는 워싱턴 컨벤션 센터가 30번째로 큰 시설이 되었다.
1998년에는 마운트 버논 스퀘어 바로 북쪽의 여러 블록을 차지하는 새로운 대규모 컨벤션 센터 건설이 시작되었다. 새로운 컨벤션 센터는 2003년에 완공되었고, 2007년에는 월터 E. 워싱턴 컨벤션 센터로 개명되었다.

### 상업 개발
컨벤션 센터가 건설되기 전에는 마운트 버논 스퀘어 주변에 많은 소규모 사업체들이 존재했다. 광장 서쪽에 남아있던 마지막 사업체 중 하나는 난 킹(Nan King)이라는 중국 식당이었는데(도시 최초로 딤섬을 제공한 식당 중 하나였다), 1979년까지 영업했다. 2004년까지 알페르슈타인 가구점만이 7번가에서 메트로 역과 새 컨벤션 센터 건설을 거쳐 살아남은 유일한 상점이었다. 2014년에 폐점했으며, 그 건물에는 식당이 들어섰다.
광장 서쪽에는 2003년에 완공된 901 뉴욕 애비뉴 오피스 빌딩(법무법인 피네건, 헨더슨, 파라보, 개릿 & 더너 본부)이 있다. 동쪽에는 법무법인 아놀드 앤 포터 본사(2016년 개관)를 포함한 두 개의 대형 오피스 빌딩, 그리고 미국 의과대학 협회와 미국 치과 교육 협회 본부(2014년 개관)가 있다. 남쪽에는 르네상스 워싱턴 D.C. 호텔(1986년 개관)과 테크월드 플라자 오피스 개발(1989년 개관)이 있으며, 이는 현재 "앤섬 로우"로 재개발 및 리브랜딩되고 있다.
광장 북서쪽 모퉁이 맞은편에는 2014년에 개장한 도시에서 가장 큰 호텔인 워싱턴 메리어트 마르퀴스가 있다. 광장 남서쪽 부지는 옛 워싱턴 컨벤션 센터 부지였으며, 현재는 2015년에 개장한 시티센터DC 개발 구역이다.

### 역사적 건물
광장 북서쪽에는 마운트 버논 플레이스 연합 감리교회와 미국노동연맹 건물이라는 두 개의 역사적 건물이 있다. 마운트 버논 플레이스 교회는 1917년 남부 감리교회에 의해 지어졌다. 노동 건물은 1916년에 미국노동연맹의 본부로 지어졌다.

## 같이 보기
- 워싱턴 D.C.의 원형 교차로 목록